# Broadway (Trinidad y Tobago)
Broadway es una localidad de Trinidad y Tobago, que forma parte de la ciudad de San Fernando.

## Geografía
La localidad abarca parte de la isla Trinidad y limita al norte con Paradise, al sur con Embacadere y Les Efforts West, al este con el golfo de Paria y al oeste con Les Efforts West.

## Demografía
Datos demográficos de la localidad de Broadway:
| Gráfica de evolución demográfica de Braodway entre 2000 y 2011 |
|                                                                |